# Police – kanały
Police – kanały (PLH320015) – obszar mający znaczenie dla Wspólnoty o powierzchni 112,14 ha, utworzony w 2008 roku, obejmujący dawną fabrykę benzyny syntetycznej znajdującą się w granicach administracyjnych miasta Police na Równinie Wkrzańskiej.
Ochronie podlegają siedliska nietoperzy: mopka Barbastella barbastellus i nocka dużyego Myotis myotis w sieci podziemnych kanałów o łącznej długości około 4 km, będących pozostałością po niemieckiej fabryce benzyny syntetycznej. Jest to największe zimowisko nietoperzy na Pomorzu Zachodnim.